# Saúl Ordóñez
Saúl Ordóñez Gavela (Ponferrada, 10 aprile 1994) è un mezzofondista spagnolo.

## Palmarès
| Anno | Manifestazione                  | Sede       | Evento         | Risultato  | Prestazione | Note |
| ---- | ------------------------------- | ---------- | -------------- | ---------- | ----------- | ---- |
| 2013 | Europei juniores                | Rieti      | 1500 m piani   | 24º        | 3'56"14     |      |
| 2015 | Europei under 23                | Tallinn    | 800 m piani    | Argento    | 1'48"23     |      |
| 2016 | Campionati del Mediterraneo U23 | Tunisi     | 800 m piani    | Bronzo     | 1'48"12     |      |
| 2016 | Campionati del Mediterraneo U23 | Tunisi     | 4x400 m        | Argento    | 3'13"73     |      |
| 2018 | Mondiali indoor                 | Birmingham | 800 m piani    | Bronzo     | 1'48"01     |      |
| 2018 | Europei                         | Berlino    | 800 m piani    | Semifinale | 1'46"82     |      |
| 2018 | Europei di corsa campestre      | Tilburg    | 4x1,5 km mista | Oro        | 6'10"       |      |
| 2019 | Europei indoor                  | Glasgow    | 1500 m piani   | Batteria   | dnf         |      |
| 2022 | Mondiali indoor                 | Belgrado   | 1500 m piani   | Batteria   | 3'43"67     |      |
| 2023 | Europei indoor                  | Istanbul   | 800 m piani    | Batteria   | 1'51"72     |      |
| 2023 | Mondiali                        | Budapest   | 800 m piani    | Semifinale | 1'44"74     |      |